# Lonnie Devantier
Lonnie Devantier, nome completo:Lonnie Høgh Devantier Askou Kjer  (Middelfart, 28 de novembro de 1972- ) é uma cantora e compositora dinamarquesa que representou o seu país natal  no Festival Eurovisão da Canção 1990, onde interpretou em dinamarquês a canção Hallo Hallo. Terminou a competição em oitavo lugar. e recebendo um total de 64 pontos. Em 1991, gravou o seu primeiro álbum "Nu er det min tur"